# Louisa Aldrich-Blake
Dame Louisa Brandreth Aldrich-Blake DBE (ur. 15 sierpnia 1865, zm. 28 grudnia 1925) – jedna z pierwszych brytyjskich kobiet zajmujących się medycyną nowoczesną. Urodzona w Chingford (w tamtym czasie wieś w Esseksie), była najstarszą córką wikariusza. Louisa Aldrich-Blake ukończyła medycynę w Royal Free Hospital w 1893. Uzyskała tytuł magistra chirurgii i w 1910 została mianowana głównym chirurgiem. W czasie I wojny światowej leczyła rannych jako wolontariuszka. Była jednym z pierwszych lekarzy, którzy podjęli się zoperowania pacjentów z rakiem odbytu i rakiem szyjki macicy. W uznaniu dla jej poświęcenia i osiągnięć postawiono jej pomnik na Travistock Square w Londynie. Pomnik ten znajduje się w pobliżu jej alma mater.

## Życie prywatne
Louisa Aldrich-Blake córka wielebnego Fredericka Jamesa Aldricha Blake’a i Louisy Blake Morrison urodziła się w Chingfordzie, Essex. Gdy była dzieckiem, przeprowadziła się, wraz z rodziną, do Welsh Bicknor w Herefordshire i żyła tam aż do śmierci. Większość swojej kariery spędziła pracując w Elizabeth Garret Anderson Hospital, gdzie w 1910 została mianowana głównym chirurgiem.

## Edukacja
Louisa Aldrich-Blake rozpoczęła swoją edukację w Cheltenham Ladies’ College. W 1894 ukończyła London School of Medicine for Women (Londyńska Szkoła Medyczna dla Kobiet) z tytułem licencjata nauki, licencjata medycyny i doktora medycyny. Została także uhonorowana wyróżnieniem pierwszej klasy. Rok później rozpoczęła naukę na Uniwersytecie Londyńskim, w efekcie zdobywając tytuł magistra medycyny i chirurgii. Louisa Aldrich-Blake jest pierwszą w historii Brytyjką z tytułem magistra chirurgii.

## Kariera

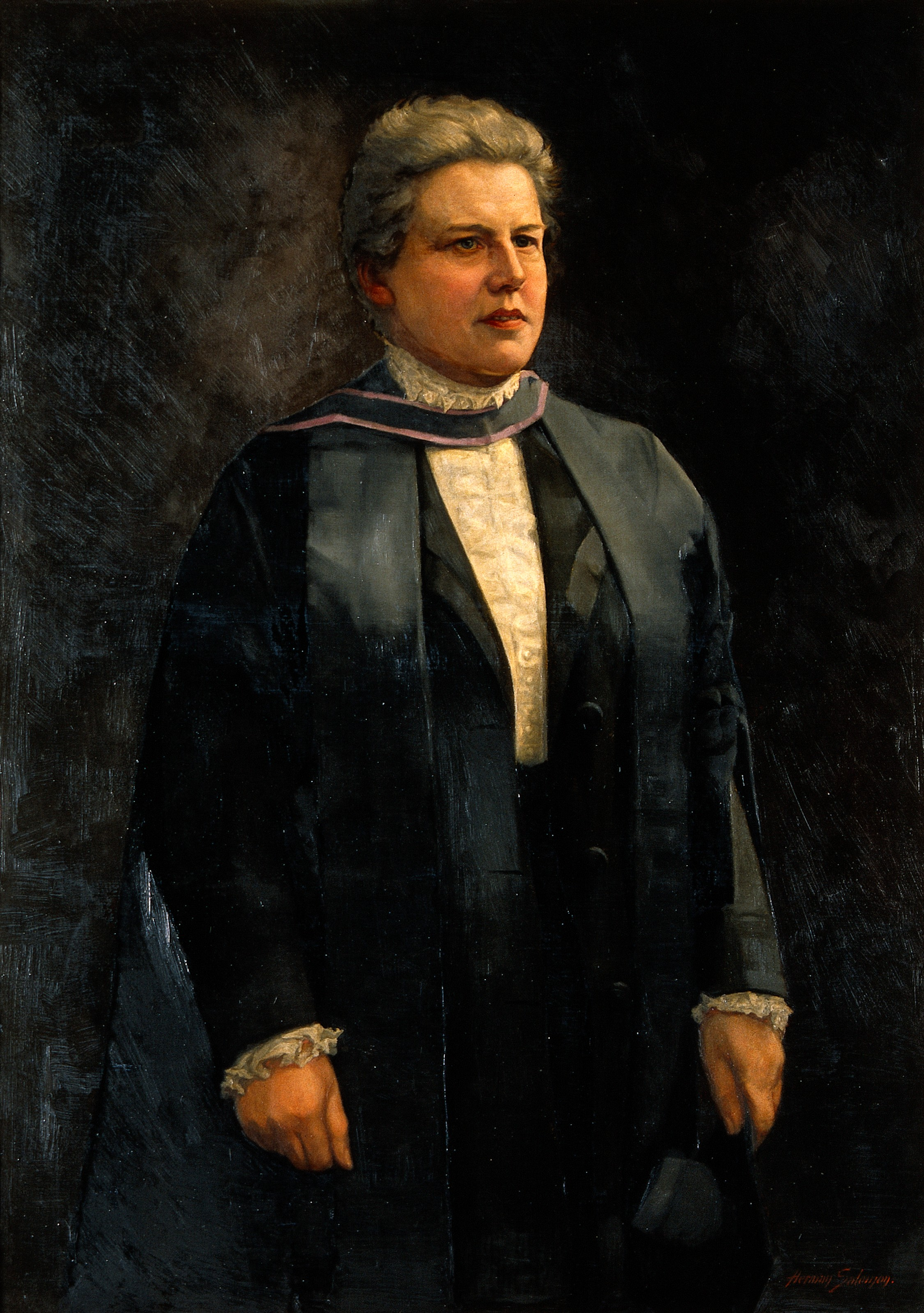
Louisa Brandreth Aldrich-Blake, portret namalowany przez Harry’ego Hermana Salomona, zlecony przez Henry’ego Wellcoma

Świeża absolwentka dr Louisa Aldrich-Blake rozpoczęła pracę w New Hospital for Women and Children (Nowy Szpital dla Kobiet i Dzieci) w Londynie. Pięła się po szczeblach kariery zawodowej aż do uzyskania tytułu głównego chirurga. W tym samym czasie pracowała także w Royal Free Hospital, gdzie jako pierwsza kobieta rozpoczęła specjalizację z chirurgii, a także pracowała jako anestezjolog. Jako specjalistka pracowała od 1919 aż do śmierci w 1925. W tym samym czasie pracowała także w Canning Town Women’s Settlement Hospital.
Podczas I wojny światowej wielu lekarzy zostało wysłanych, przez wojsko, do pracy za granicą. Louisa Aldrich-Blake kontynuowała pracę w szpitalu zyskując coraz więcej obowiązków i odpowiedzialności i awansując na stanowisko specjalistki chirurgii. Pomiędzy 1914 a 1916 Louisa Aldrich-Blake spędziła wiele dni, wolnych od pracy, pomagając w szpitalach wojskowych, głównie we Francji. Współpracowała tam z dr. Frances Ivensem z Anglo-Frech Red Cross Hospital. Pomagała także jako wizytujący chirurg w Women’s Army Auxiliary Corps Hospital. Aldrich-Blake zyskała, od swoich pacjentów, przydomek "Madame la Générale". Pomagała ona także organizować grupy wolontariuszek, nawiązując kontakty z innymi kobietami z branży. Skontaktowała się ona z każda zarejestrowaną lekarką zapraszając je do pracy jako wolontariuszki w Royal Army Medical Corps. Do pomocy zgłosiło się 48 lekarek, z których wiele zostało wysłanych na Maltę.
Aldrich-Blake była pierwszą lekarką w historii, która przeprowadziła operacje raka odbytu i raka szyjki macicy. Zarządzała ona brytyjskimi chirurgami przeprowadzającymi operacje Wertheima u pacjentek cierpiących na raka szyjki macicy. Aldrich-Blake napisała artykuł do Practitioner's Encyclopedia of Midwifery and Diseases of Women (Encyklopedia Położnictwa i chorób kobiecych), pod tytułem "Pain as a symptom of pelvic trouble" (‘Ból symptomem problemów z miednicą’). W 1903 r. opublikowała artykuł "Abdomino-perineal excision of the rectum by a new method" (‘Nowa metoda usuwania raka odbytu metodą brzuszno-kroczową’) w British Medical Journal. W 1924 została wiceprezydentem w Sekcji Położnictwa i Ginekologii (Section of Obstetrics and Gynaecology) Brytyjskiego Stowarzyszenia Medycznego (British Medical Assiociation).
Pomimo tego, że Aldrich-Blake praktykowała medycynę przez całą swoją karierę zawodową, nigdy nie otrzymała pensji odpadającej jej umiejętnościom i doświadczeniu.

## Praca na uczelni
Louise Aldrich-Blake była oddana nauczaniu studentów i pracy na swojej alma mater London School of Medicine for Women (dzisiaj Medical School of University College London). W 1906 r. została wicerektorem, a w 1914 rektorem tej uczelni. Dzięki pracy Aldrich-Blake na rzecz zachęcania kobiet do kariery medycznej, populacja na uczelni prawie się podwoiła w czasie I wojny światowej.

## Śmierć
Dame Louisa Albrecht-Blake zmarła 28.12.1925 na raka. Aldricht-Blake zmarła w domu po przejściu kilku operacji w ostatnich tygodniach życia. Pogrzeb odbył się dnia 1.01.1926 w kościele św. Pankracego (St. Pancras Church) w Londynie, a jej prochy zostały przetransportowane z powrotem do jej domu w Welsh Bicknor.

## Dziedzictwo

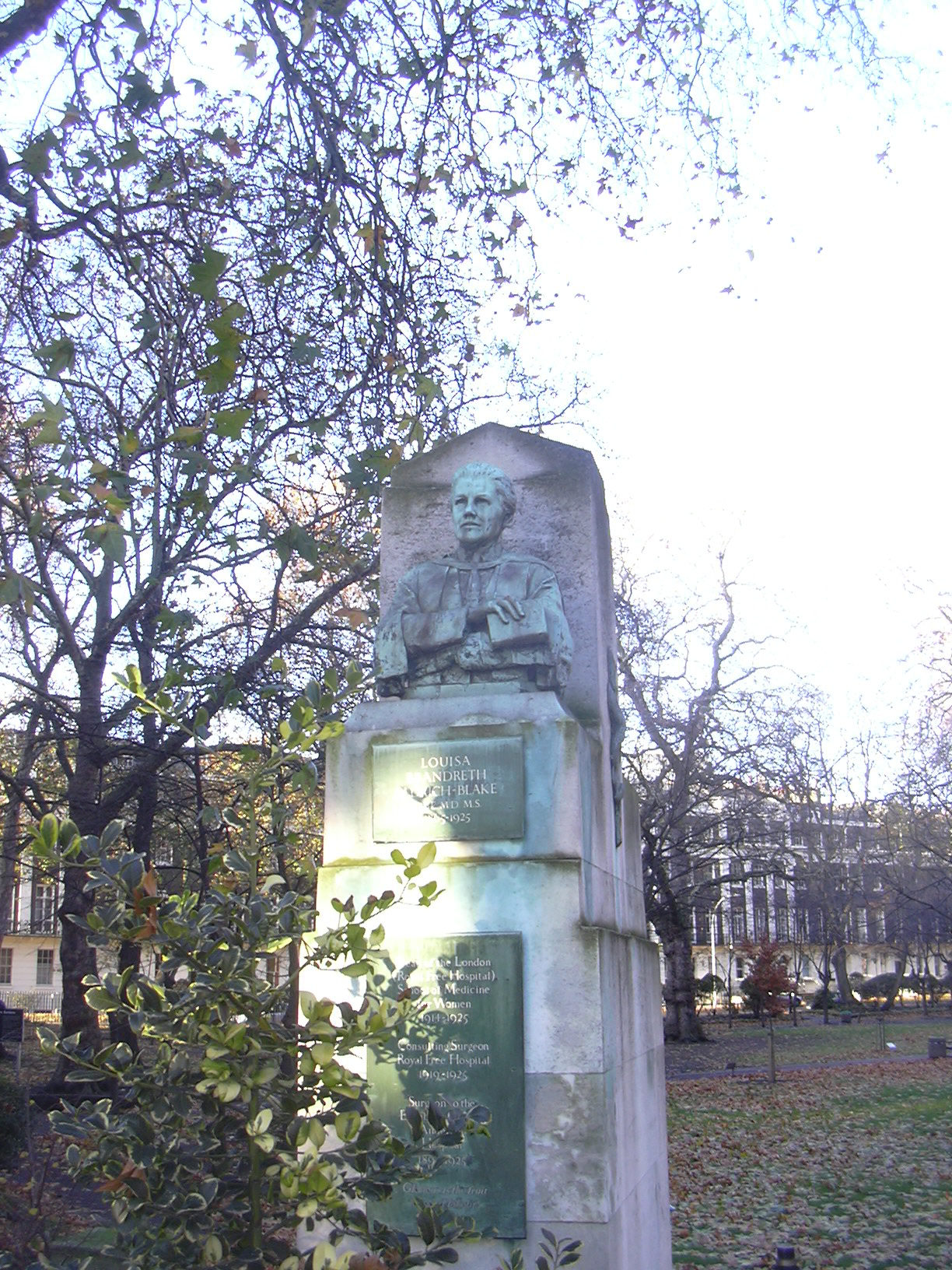
Pomnik w Travistock Square

W roku swojej śmierci Louisa Aldrich-Blake została uhonorowana tytułem Dame Commender of the Order of the British Empire (Komandorka Orderu Imperium Brytyjskiego) na New Year’s Honours List (noworoczna lista tytułów). Kolekcja Louisy Albrecht-Blake znajduje się w archiwum Royal Free Hospital. Jej pomnik został wzniesiony na Travistock Square w Londynie. Jej kariera została przedstawiona na wystawie w 2015 r. Wystawa ta była głównie poświęcona jej pracy podczas wojny jako chirurg na froncie i jej poświęceniu w zachęcaniu innych kobiet do dołączenia do pracy na froncie. Przekonała ona także Ministerstwo Wojny (War Office) do dopuszczenia kobiet do pracy medycznej na froncie. W 2019 r. w 154. rocznicę jej urodzin został stworzony Google Doodle poświęcony jej osobie. Był on wyświetlany w Wielkiej Brytanii, Irlandii, Kanadzie, Australii, Nowej Zelandii, Izraelu, Bułgarii, Szwecji, Danii, Estonii i Islandii.